# La Renarde
Pour les articles homonymes, voir Gone to Earth.
Pour plus de détails, voir Fiche technique et Distribution.
La Renarde (Gone to Earth, titre de la version anglaise ; The Wild Heart, titre de la version américaine) est un film américano-britannique en Technicolor réalisé par Michael Powell et Emeric Pressburger, sorti en 1950.

## Synopsis
En 1897, dans le Shropshire, en Angleterre. Hazel Woodus vit avec son père, Abel. Farouche et indépendante, elle a pour amie et confidente une renarde, Narde. Le châtelain du pays, Jack Reddin, la remarque et l'attire chez lui, où il tente de la violenter. Elle se marie avec le Pasteur Marston.

## Fiche technique
- Titre original : Gone to Earth
- Titre américain : The Wild Heart
- Titre français : La Renarde
- Réalisation : Michael Powell et Emeric Pressburger
- Réalisation de scènes ajoutées dans la version américaine : Rouben Mamoulian
- Scénario : Michael Powell et Emeric Pressburger d'après le roman La Renarde (Gone to Earth) de Mary Webb
- Photographie : Christopher Challis
- Montage : Reginald Mills
- Musique : Brian Easdale
- Directeur artistique : Arthur Lawson
- Décors : Hein Heckroth
- Costumes : Ivy Baker et Julia Squire
- Son : Charles Poulton, John Cox
- Producteurs : Michael Powell et Emeric Pressburger
- Coproducteurs : Alexandre Korda et David O. Selznick
- Sociétés de production : London Film Productions, British Lion Film Corporation, Vanguard Films
- Sociétés de distribution : British Lion Film Corporation (Royaume-Uni), RKO Radio Pictures (États-Unis)
- Pays de production :  Royaume-Uni,  États-Unis
- Genre : Drame romanesque
- Format : couleur (Technicolor) — 35 mm — 1,37:1 — Son : Mono (Western Electric Recording)
- Durée : 110 minutes (version anglaise), 82 minutes (version américaine)
- Dates de sortie : 
  - Royaume-Uni 6 novembre 1950
  - France : 2 mai 1951
  - États-Unis : 28 mai 1952 (première à New-York)
- Affiches : Gilbert Allard, Constantin Belinsky (France)

## Distribution
- Jennifer Jones : Hazel Woodus
- Esmond Knight : Abel Woodus
- David Farrar : Jack Reddin
- Cyril Cusack : Edward Marston
- Sybil Thorndike : Mme Marston
- Hugh Griffith : Andrew Vessons
- Edward Chapman : M. James
- Beatrice Varley : tante Prowde
- George Cole : Albert
- Frances Clare : Miss Amelia Clomber
- Valentine Dunn : Martha
- Richmond Nairne : le frère de Martha

## Production
- Le titre original Gone to Earth est un terme de chasse au renard qui est généralement lié à la mort du gibier ; il est en relation avec la fin du film, à savoir le moment où Hazel et sa renarde tombent dans le puits de mine[1].
- En mars 1937, l'actrice Simone Simon annonce qu'elle a acheté les droits d'adaptation du roman de Mary Webb. Mais, en mars 1940, c'est Alexander Korda qui les détient, et il prévoit de faire le film pour United Artists, avec peut-être Laurence Olivier et Vivien Leigh dans les rôles principaux. Mais la production ne commence pas avant juillet 1949. Korda et David O. Selznick engagent alors  Emeric Pressburger et Michael Powell pour faire le film, avec Jennifer Jones, la femme de Selznick à l'époque, en vedette[1].
- Fin 1949, après avoir vu un premier montage du film en Angleterre, Selznick demande d'importants changements, il aurait été notamment mécontent du fait que Jennifer Jones n'était pas assez présente à l'écran, Powell et Pressburger étant restés fidèles au roman. De nouvelles scènes sont alors tournées à Hollywood, Selznick ayant engagé Rouben Mamoulian pour cela. 70 % du film original aurait été, soit retourné, soit coupé[1].

## Critique
Patrick Brion écrivait dans Télérama (sous le pseudonyme d'André Moreau), au moment d'une diffusion télévisée :
« Tournée en Angleterre, La Renarde est une coproduction d'Alexandre Korda et David O. Selznick. Ce dernier vit aussitôt dans cette adaptation du roman de Mary Webb l'occasion de donner un rôle passionné à Jennifer Jones, sa femme, et de réaliser un film romanesque dans la lignée des Hauts de Hurlevent. On sait que le résultat mécontenta Selznick qui coupa de nombreuses scènes et en fit retourner d'autres, en Amérique, par Rouben Mamoulian. Splendidement photographié, le film bénéficie d'une composition fougueuse de Jennifer Jones qui retrouve ici l'un de ces rôles de femmes sauvages et indomptées qui lui furent chers. Il est difficile d'oublier la dramatique séquence de la chasse, ne serait-ce que pour la beauté des couleurs et pour Jennifer Jones, sauvage et troublante ».

## Autour du film
- Le film influencera Kate Bush dans l'écriture de son album Hounds of Love, sorti en 1985[3].
- Le film est cité dans le roman La Pluie, avant qu'elle tombe de Jonathan Coe.